# Castroverde de Cerrato
Castroverde de Cerrato – gmina w Hiszpanii, w prowincji Valladolid, w Kastylii i León, o powierzchni 32,46 km². W 2011 roku gmina liczyła 245 mieszkańców.